# Tito Mba Ada
Tito Mba Ada (* 6. Februar 1964 in Nsok-Nsomo, Spanisch-Guinea) ist ein äquatorialguineischer Diplomat und Jurist.

## Werdegang
Ada erhielt 1994 einen Abschluss in Sozialwissenschaften von der Universität Saragossa und hat zudem ein Postgraduierten-Diplom in Entwicklungszusammenarbeit der Universität Valencia (1998), einen Master-Abschluss im Bereich Recht und Wirtschaft von der Instituto Universitário de Contabilidade, Administração e Informática in São Tomé und Príncipe (2011) und einen Master-Abschluss in Diplomatie und internationalen Beziehungen von der Universidade Lusófona in Lissabon (2016–2018).
Von 1983 bis 1986 war Ada an der Gründung der Nationalen Universität für Fernunterricht (UNED) in Bata beteiligt. Von 1996 bis 1998 war er Repräsentant der Organisation Medicus Mundi in Burkina Faso und von 1999 bis 2000 Koordinator des NGO-Kapazitätsaufbauprojekts in Äquatorialguinea, das von der Cooperação Espanhola finanziert wurde und gleichzeitig als internationaler Berater tätig.
Von 2000 bis 2004 war Ada Generaldirektor im Ministerium für Planung und wirtschaftliche Entwicklung, von 2005 bis 2006 Berater im Entwicklungsprogramm der Vereinten Nationen, von 2007 bis 2009 Generaldirektor für Außenpolitik im Außenministerium und 2009 bis 2010 Generaldirektor des Kabinetts des Außenministers.
Es folgte das Amt des Ersten Sekretärs der Botschaft von Äquatorialguinea in São Tomé und Príncipe (2010–2012) und von 2012 bis 2013 des Ersten Sekretärs der Botschaft von Äquatorialguinea in Libreville (Gabun). Von 2012 bis 2013 war Ada Botschaftsrat der Botschaft Äquatorialguineas in Yaoundé (Kamerun).
Im September 2014 wurde Ada als Ständiger Vertreter Äquatorialguineas bei der Gemeinschaft der Portugiesischsprachigen Länder (CPLP) in Lissabon. Im September 2016 übernahm Ada von José Dougan Chubum auch den Posten als Botschafter Äquatorialguineas, mit Zuständigkeit für Portugal und Osttimor. Zudem ist er für Guinea-Bissau und Kap Verde akkreditiert. Daneben ist Ada Mitglied des Nationalrats der Partido Democrático de Guinea Ecuatorial.

## Sonstiges
Ada ist mit Nathalie Nchama Mba verheiratet und Vater von sechs Kindern.